# Chironomus enshiensis
Chironomus enshiensis är en tvåvingeart som beskrevs av Wang 1994. Chironomus enshiensis ingår i släktet Chironomus och familjen fjädermyggor.
Artens utbredningsområde är Hubei (Kina). Inga underarter finns listade i Catalogue of Life.